# Sabacon simoni
Espèce
Sabacon simoni est une espèce d'opilions dyspnois de la famille des Sabaconidae.

## Distribution
Cette espèce se rencontre en France dans les Alpes-Maritimes et en Italie au Piémont, en Ligurie et en Toscane.

## Description
La femelle syntype mesure 4,5 mm.
Les mâles mesurent de 2,5 à 3,0 mm et les femelles de 3,5 à 4,2 mm.

## Systématique et taxinomie
Cette espèce a été décrite par Dresco en 1952.

## Étymologie
Cette espèce est nommée en l'honneur d'Eugène Simon.

## Publication originale
- Dresco, 1952 : « Étude du genre Sabacon (Opiliones). » Annales de la Société Entomologique de France, sér. 6, vol. 121, p. 117–126.